# Fată împletindu-și părul
Fată împletindu-și părul, este o pictură în ulei pe pânză realizată de Auguste Renoir în 1886-1887, în așa-numita sa perioadă secetoasă sau Ingres.
Renoir a călătorit în Italia în 1881, unde a văzut capodoperele lui Rafael. A revenit acasă și, în 1883, a început să creadă că a „epuizat impresionismul”. A început să folosească tușe mai detaliate și a urmărit structura în ansamblul operei sale, depărtându-se de stilul său anterior și revenind la neoclasicismul pictorului Jean-Auguste-Dominique Ingres.
Pictorița franceză Suzanne Valadon a fost modelul pentru femeia din tablou, dar înfățișarea ei a fost schimbată de Renoir pentru a părea italiancă. Valadon a fost model pentru multe dintre lucrările lui Renoir, inclusiv Dans în oraș (1883), Dans la Bougival (1883), Portretul lui Suzanne Valadon (1885) și Suzanne Valadon (1885). Tabloul este deținut de Muzeul Langmatt.